# Рамзай, Георгий Эдуардович
Барон Георгий Эдуардович Рамзай (швед. Georg Edvard Friherre Ramsay; 7 (19) сентября 1834, Выборг, Великое княжество Финляндское — 5 июля 1918, Хельсинки, Финляндия) — генерал от инфантерии, командир лейб-гвардии 3-го стрелкового Финского батальона в Русско-турецкой войне 1877—1878 годов. Был ранен 12 октября 1877 года в сражении при Горном Дубняке.

## Биография
Происходит из старинного шотландского рода Рамзай. Его отцом был генерал от инфантерии Эдуард Рамзай (1799—1877), который 26 августа 1856 года был возведён с нисходящим потомством в баронское достоинство Великого Княжества Финляндского. Мать — Констанция Вильгельмина Рейтершёльд (Reuterskjöld) была горничной при дворе императора и умерла во время родов, когда Георгию было 5 лет. В семье Рамзая было много генералов, включая деда — генерал-майора Герберта Конрада Рейтершёльда.
Окончил Финляндский кадетский корпус и Николаевское кавалерийское училище.

## Карьера
- С 11 июня 1861 года по 23 мая 1868 года — адъютант финляндского генерал-губернатора.
- С 5 апреля 1870 года по 24 декабря 1873 года — командир 3-го стрелкового батальона,
- С 17 апреля 1874 года по 23 октября 1877 года — командир лейб-гвардии 3-го стрелкового Финского батальона
- С 24 октября 1877 года по 12 августа 1880 года — командир лейб-гвардии Семёновского полка.
- С 12 августа 1880 года — начальник финских войск.

## Чины
- прапорщик (11 июня 1855 года)
- подпоручик (23 апреля 1861 года)
- поручик (11 июня 1861 года)
- переименован в корнеты гвардии (20 января 1862 года)
- поручик гвардии (17 апреля 1862 года)
- штабс-ротмистр гвардии (17 апреля 1864 года)
- ротмистр гвардии (17 апреля 1866 года)
- полковник (20 апреля 1869 года)
- флигель-адъютант (18 июля 1871 года)
- генерал-майор Свиты Е. И. В. (1 января 1878 года, на основании Манифеста 1762 года, со старшинством с 12 октября 1877 года)
- генерал-лейтенант (30 августа 1886 года)
- генерал от инфантерии (1 февраля 1902 года)

## Награды
- Орден святого Владимира 2 степени (1885 год)
- Орден Святой Анны 1 степени (1882 год)
- Орден Святого Станислава 1 степени с мечами (1878 год)
- Орден святого Владимира 3 степени с мечами (1878 год)
- Орден святого Владимира 4 степени (1876 год)
- Орден Святой Анны 2 степени (1872 год)
- Орден Святого Станислава 2 степени (1867 год)
- Орден Святой Анны 3 степени (1865 год)
- Орден Святого Станислава 3 степени (1863 год)
- Золотая сабля с надписью «За храбрость» (1878 год)
- Монаршая благодарность (1885 год)
- Командор ордена Данеборг (1876 год)